# SnabbCad
SnabbCad är en tilläggsapplikation till AutoCAD och AutoCAD LT. Applikationen är avsedd för bland annat byggbranschen och bildhantering. Moduler finns för arkiterkt, konstruktion, inderedning, brand/utrymningplaner, el- vent- och vs-konstrukition, idrottsplaner, växter, ytberäkning, bildhantering, färgläggning. Första versionen var klar 1990 och sedan dess har SnabbCad utvecklats för att passa alla versioner av AutoCAD och AutoCAD LT. SnabbCad har konstruerats av Per Ahnborg i Sundsvall.